# CD66a
Carcinoembryonic antigen-related cell adhesion molecule 1 (synonym CEACAM1, CD66a) ist ein Oberflächenprotein und Zelladhäsionsmolekül aus der Immunglobulin-Superfamilie.

## Eigenschaften
CD66a ist eines von zwölf Vertretern der CEACAM. Es wird in mehreren Isoformen in Endothelzellen, Epithelzellen, Granulozyten und Lymphozyten gebildet, von denen diejenigen mit langem zytosolischen Anteil am häufigsten vorkommen. Isoform 1 ist an der Zelladhäsion, der Angiogenese und der Hemmung der Immunantwort beteiligt. Die Hemmung der Immunantwort erfolgt durch Zellkontakte mit anderen Zellen und eine Hemmung der Degranulation von zytotoxischen T-Zellen, eine Hemmung von NK-Zellen durch Bindung an andere CD66a und eine Hemmung der Bildung von Interleukin-1beta in Neutrophilen. Es ist glykosyliert und phosphoryliert.
CD66a bindet an PTPN11 und Annexin A2.
CD66a ist an der Entstehung von Melanomen beteiligt. Das Verhältnis der Isoformen CEACAM1-S/CEACAM1-L ist ein Prognosemarker bei einem nichtkleinzelligen Lungenkrebs.